# Glochidion xestophyllum
Glochidion xestophyllum är en emblikaväxtart som beskrevs av Airy Shaw. Glochidion xestophyllum ingår i släktet Glochidion och familjen emblikaväxter. Inga underarter finns listade i Catalogue of Life.